# Бородюк, Александр Генрихович
Алекса́ндр Ге́нрихович Бородю́к (род. 30 ноября 1962, Воронеж) — советский и российский футболист и тренер. Чемпион Олимпийских игр (1988). Заслуженный мастер спорта СССР (1989). Заслуженный тренер России (2009).

## Карьера игрока
Воспитанник СДЮСШОР «Факел», первый сезон провёл в Воронеже. Когда пришло время идти в армию, перешёл в вологодское «Динамо», откуда через год его перевели в Москву. По окончании срока службы остался в «Динамо» на сверхсрочную службу, получив звание младшего лейтенанта. Вместе с клубом стал обладателем кубка СССР. Дважды становился лучшим бомбардиром чемпионата СССР. В 1988 году стал чемпионом Олимпиады в Сеуле. С приходом в «Динамо» Анатолия Бышовца перестал попадать в основной состав и уехал играть в Германию за «Шальке 04», выступавший во второй бундеслиге, за 850 тысяч дойчмарок и зерноуборочный комбайн для нужд Мосгорагропрома.
В Германии Бородюк стал лучшим бомбардиром клуба — забил 30 голов за два первых сезона, в том числе решающий гол, открывший «Шальке» дверь в Бундеслигу. В 1993 году попал в тройку лучших футболистов по итогам чемпионата по версии журнала Kicker.
«Жалко, что Бородюк не немец. Ему бы точно нашлось место в сборной Германии», — Берти Фогтс (главный тренер сборной Германии в 1990—1998 гг.)
В сезоне 1993/94 в команду пришёл новый главный тренер Йорг Бергер, который перестал ставить Бородюка в основной состав, несмотря на то, что клуб балансировал вблизи зоны вылета из Бундеслиги. Конфликт завершился переходом игрока в середине сезона 1993/94 во «Фрайбург», с которым Бородюк чуть позже стал бронзовым призёром Бундеслиги.
Стал автором тридцатитысячного мяча Бундеслиги. С ноября 1995 года выступал за «Ганновер 96» во 2-й Бундеслиге, с которым подписал контракт до конца сезона. Вернувшись в Россию в возрасте 34 лет, по-прежнему мог составить конкуренцию молодым игрокам и был приглашён Юрием Сёминым в «Локомотив», вместе с которым выступал в полуфинале Кубка кубков, выигрывал Кубок России и, забив сотый мяч в чемпионатах страны, стал членом клуба Григория Федотова. Завершил карьеру игрока в самарских «Крыльях Советов» в возрасте 39 лет.
28 июня 1989 года в составе сборной СССР участвовал в прощальном матче Олега Блохина против сборной мира, забил гол.

### Прозвища
В динамовских командах носил прозвище «Борода», в «Шальке 04» — «Горби» (в честь Михаила Горбачёва).

## Тренерская карьера

### Сборная России

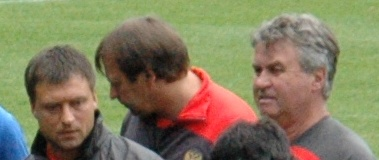
Игорь Корнеев, Бородюк и Гус Хиддинк во время Евро 2008

С 2002 года был тренером сборной России. 6 декабря 2005 года возглавил молодёжную сборную России и стал старшим тренером основной команды, помощником Гуса Хиддинка, а позже — Дика Адвоката. 3 июля 2012 года завершил свою продолжительную работу в РФС.

### Спортивный директор «Динамо» (Москва)
25 июня 2012 года был назначен спортивным директором «Динамо» (Москва) и не мог совмещать оба поста одновременно. Однако уже через четыре месяца покинул пост из-за разногласий с главным тренером команды Даном Петреску.

### «Торпедо» (Москва)
6 июня 2013 года был назначен спортивным директором «Торпедо», а после увольнения Бориса Игнатьева и Владимира Казакова стал главным тренером команды, поскольку у и. о. главного тренера Николая Савичева не было лицензии Pro, необходимой для руководства командой в ФНЛ. Под руководством Бородюка «Торпедо», спустя 8 лет, в 2014 году вышло в Премьер-лигу, переиграв в стыковых матчах «Крылья Советов». Однако тренер решил не продлевать с клубом контракт и покинул свой пост.

### «Кайрат»
28 декабря 2015 года подписал 3-летний контракт с казахстанским клубом «Кайрат». 8 марта 2016 года в первом же официальном матче выиграл Суперкубок Казахстана. Но после третьего тура ввиду плохого старта команды в чемпионате расторг контракт с клубом и ушёл с поста главного тренера, клуб в итоге завоевал серебряные медали.

### Сборная Казахстана
Через год Бородюк был приглашён на должность главного тренера сборной Казахстана и 27 февраля 2017 года подписал контракт на три года.
17 июня 2017 года Бородюк, единственный из всех футбольных тренеров, по приглашению руководства России присутствовал на матче открытия Кубка конфедераций (Россия — Новая Зеландия) в почётной ложе.
Руководимая им сборная Казахстана в отборе на ЧМ-2018 не одержала ни одной победы и проиграла 6 матчей из семи, а Бородюк показал со сборной худшие результаты за последние 12 лет.
9 января 2018 года после заседания федерации футбола Казахстана, признавшей его работу неудовлетворительной, подал в отставку, но официально ушёл с поста только через две недели.

### «Хорн»
11 августа 2020 года возглавил австрийский клуб «Хорн», но под его руководством клуб провёл лишь три игры, так как уже 23 сентября тренер и клуб прекратили трудовые отношения, в связи с тем, что Бородюк получил выгодное предложение о работе в одной из национальных сборных.

### «Торпедо» (Москва)
23 марта 2021 года был назначен главным тренером клуба ФНЛ «Торпедо» (Москва). Вместе с клубом выиграл первенство ФНЛ 2021/22, благодаря чему клуб завоевал прямую путёвку в Премьер-лигу. После этого клуб продлил с тренером контракт на один год. Однако 18 августа 2022 года, после неудачного старта сезона (4 поражения и ничья на старте сезона), «Торпедо» и Бородюк расторгли контракт по соглашению сторон.

## Статистика в качестве главного тренера
| Команда            | Начало работы   | Окончание работы | Результаты | Результаты | Результаты | Результаты | Результаты | Результаты | Результаты | Результаты |
| Команда            | Начало работы   | Окончание работы | И          | В          | Н          | П          | ГЗ         | ГП         | РМ         | В %        |
| ------------------ | --------------- | ---------------- | ---------- | ---------- | ---------- | ---------- | ---------- | ---------- | ---------- | ---------- |
| Россия             | 1 января 2006   | 9 июля 2006      | 2          | 0          | 1          | 1          | 0          | 1          | −1         | 000,00     |
| «Торпедо» (Москва) | 5 сентября 2013 | 5 июня 2014      | 28         | 18         | 6          | 4          | 39         | 12         | +27        | 064,29     |
| «Кайрат»           | 28 декабря 2015 | 5 апреля 2016    | 3          | 0          | 1          | 2          | 3          | 5          | −2         | 000,00     |
| Казахстан          | 27 февраля 2017 | 9 января 2018    | 7          | 0          | 1          | 6          | 4          | 18         | −14        | 000,00     |
| «Хорн»             | 11 августа 2020 | 23 сентября 2020 | 3          | 1          | 1          | 1          | 5          | 6          | −1         | 033,33     |
| «Торпедо» (Москва) | 23 марта 2021   | 18 августа 2022  | 57         | 27         | 19         | 11         | 86         | 62         | +24        | 047,37     |
| Всего              | Всего           | Всего            | 100        | 46         | 29         | 25         | 137        | 104        | +33        | 046,00     |

## Достижения

### Командные

#### Игрок
Сборная СССР
- Олимпийский чемпион: 1988

«Динамо» (Москва)
- Серебряный призёр чемпионата СССР: 1986
- Обладатель Кубка СССР: 1984
- Итого : 2 трофея

«Шальке 04»
- Победитель Второй Бундеслиги: 1990/91[англ.]
- Итого : 1 трофей

«Локомотив» (Москва)
- Бронзовый призёр чемпионата России: 1998
- Обладатель Кубка России: 1996/97
- Финалист Кубка России: 1997/98

#### Тренер
«Торпедо» (Москва)
- Победитель Первого дивизиона: 2021/22
- Бронзовый призёр ФНЛ: 2013/14
- Итого : 1 трофей

«Кайрат»
- Обладатель Суперкубка Казахстана: 2016
- Итого : 1 трофей

### Личные
- Лучший бомбардир Чемпионата СССР: (2) 1986, 1988
- В Списках 33 лучших футболистов сезона в СССР: (2) № 2 — 1986; № 3 — 1988
- Член клуба Григория Федотова (100 мячей)